# Продавець повітря
«Продавець повітря» — фантастичний роман відомого російського радянського письменника-фантаста Олександра Бєляєва.

## Історія
Роман був вперше опублікований у 1929 році в журналі «Навколо світу» (1929, № 4-13).

## Сюжет
Дія роману відбувається в Якутії в районі полюса холоду. Розповідь ведеться від особи метеоролога Клименка.
Автор, молодий метеоролог Клименко, направлений в Якутію для вивчення змін повітряних течій Землі, які стали спостерігатися останнім часом. Разом зі своїм провідником і помічником, якутом Ніколою, він прямує до відрогів Верхоянського хребта. По дорозі вони рятують невідомого чоловіка, що представився учасником англійської експедиції, який попередив їх про небезпеку йти за вітром і пішов, причому саме в тому напрямку, куди радив не йти співрозмовникам. Однак автор наважується знайти місце, куди дмуть постійні сильні вітри, і переходить за відроги хребта, де виявляє кратер вулкана. Ураганний вітер засмоктує його і Ніколу в цей кратер.
Дивом виживши, вони опиняються на таємній фабриці, захованій в горі, якою володіє врятований ними раніше містер Бейлі. Використовуючи роботи відомого шведського хіміка Енгельбректа, на своїй таємній фабриці комерсант Бейлі зріджує повітря з атмосфери, розділяє його на компоненти (кисень, водень і гелій), і переводить у стан зі значно зменшеною відстанню між молекулами (за твердженням Бейлі, одна невелика кулька такого згущеного кисню важить мільйон тонн). Вся отримана ним з атмосферного повітря продукція зберігається у спеціально обладнаних приміщеннях фабрики, в яких постійно підтримується дуже низька температура, в ці приміщення можна увійти лише в спеціальних костюмах. Діяльність Бейлі призвела до зміни клімату на Землі, але це його не хвилює. Земля починає втрачати атмосферу, і в світі настає катастрофічна нестача повітря. Це призводить до масової паніки. Повітря стає товаром для продажу. Ніхто не розуміє причини явищ. З допомогою Нори, дочки хіміка, вдається влаштувати втечу Ніколі для того, щоб він розповів про все людям.
Радянський уряд посилає на боротьбу з Бейлі Червону армію. Однак Бейлі демонструє світу потужну зброю, засновану на випаровуванні твердого повітря. Крім того, він демонструє можливі наслідки знищення його бази, випускаючи частину набраного повітря. Вибухоподібне випаровування зрівнює з землею величезні території Сибіру, Європи, але при цьому, через помилки в розрахунках, ледве не гине сам Бейлі. Уряди західних країн воліють співпрацювати з Бейлі, і лише СРСР продовжує вести з ним боротьбу. Самогубство Нори приводить професора Енгельбректа на бік Клименка. З допомогою прибулих червоноармійців (яким Нікола вказав шлях всередину бази) вони вриваються до Бейлі в його кабінет, але той від страху перед більшовиками ковтає кілька бісеринок згущеного повітря. Енгельбрект, зрозумівши, що від нагрівання теплом тіла бісеринки зараз вибухнуть разом з Бейлі, з допомогою червоноармійців ледве дотягує зважнілого вдвічі і розпухаючого Бейлі до оглядового майданчика і перекидає його через перила. Бейлі вибухає перш, ніж долітає до снігового укосу.

## Особливості сюжету
- Азот, видобутий з повітря, перетворювався на фабриці на аміак, азотну кислоту і ціанамід.
- При першій зустрічі з Клименком Бейлі рятував з болота якийсь бідон, який, як він сам стверджував, був контейнером для постачання «ілю» з Марса на Землю. Більше того, пізніше Бейлі розповів Клименку, що торгує з Марсом, посилаючи туди ракети зі зрідженим повітрям, які вибухають над поверхнею, збагачуючи таким чином марсіанську атмосферу, і отримує натомість «іль», особливий радіоактивний елемент з величезною енергією, завдяки якій працює фабрика Бейлі.

## Персонажі
- Георгій Петрович Клименко — молодий радянський метеоролог, від чиєї особи ведеться оповідання
- Нікола — якут-мисливець, провідник Клименка
- Бейлі — англійський бізнесмен
- Вільям — слуга Бейлі
- Сванте Енгельбрект — знаменитий шведський вчений-хімік, головний інженер Бейлі
- Елеонора, Нора — дочка Енгельбректа
- Іван — робочий-якут на фабриці Бейлі
- Люк — літній шотландець, радист

## Екранізації
- «Продавець повітря» — радянський художній фільм 1967 року режисера Володимира Рябцева